# جمعیت حامیان انقلاب اسلامی
جمعیت حامیان انقلاب اسلامی، که به اختصار جحا نامیده می‌شود، یک تشکل سیاسی است.دبیر کل جمعیت حامیان انقلاب اسلامی و جبهه حامیان مردم کشور به عهده دکتر علی کیهانیان است که با توجه به مصوبه کمیسیون ماده ۱۰ خانه احزاب مورخ ۱۰ آذر ۱۳۹۳ در چارچوب قوانین و مقررات مصوب فعالیت می‌نماید. جمعیت حامیان انقلاب اسلامی در واقع یکی از احزاب مردمی بوده  که دست در جیب دولت و حاکمیت نداشته و همه فعالیت های خود را از محل کمک های مجاهدانه مردمی و علاقه‌مندان به نظام جمهوری اسلامی و آرمان های امام راحل و رهبر انقلاب و مردم و ادامه دهنده راه شهدای این مرز و بوم تشکیل شده است.
اعضای شورای مرکزی این جمعیت که با حضور سید شهاب‌الدین صدر رئیس جبههٔ پیشرفت، رفاه و عدالت و نمایندهٔ وزارت کشور برگزار گردید، شامل علی کیهانیان، غلامرضا فرج نیا، حسین اصفهانی، محمد قرقچیان، مهدی کاویانی، سید امیر علوی گراوند، علی نجات‌بخش، سیده سارا حسینی، نفیسه آسمانی پور، ماشاالله شیرخدایی، مهدی شامیانی، رسول جانباز، حسن کمالی، محمدرضا اکبرزاده، محمدرضا شقاقی و ناصر عندلیبی به عنوان ۱۵ عضو اصلی، لیدا سلیمی، مریم بهشتی و مهدی جوانمرد به عنوان سه عضو علی‌البدل، رضا رضایی، رضا یوسف‌وند و امیرحسین کاشف به‌عنوان بازرسان اصلی و محمد حسن‌پور و ولی‌الله ولی‌پور به عنوان بازرسان علی‌البدل می‌شود. سخنگوی این جمعیت در حال حاضر سیدباقر حسینی نماینده دوره نهم مجلس شورای اسلامی دبیر دوم کمیسیون امنیت ملی و سیاست خارجی مجلس در این دوره است که طی حکمی از سوی علی کیهانیان مشغول به فعالیت است و سید امیر علوی گرا بعنوان یکی از اعضای شاخص این تشکل می باشد .

#### اهداف جمعیت حامیانانقلاب اسلامی
جمعیت حامیان انقلاب اسلامی و جبهه حامیان مردم سه هدف اصلی دارد که احیا آرمان‌های انقلاب اسلامی، احیا فرهنگ پاسخگویی مسئولان در حوزه‌های محلی، ملی و بین المللی و همچنین نهادینه کردن مطالبات مردمی بر مبنای احصا خلاءهای قانونی و نیاز‌های مختلف اقشار مردم را دنبال می‌کند.
جمعیت حامیان انقلاب اسلامی وظیفه خود می‌داند تا با جذب و سازماندهی و کادرسازی در دوام و قوام این نظام که حاصل خون شهدای گرانقدر ، صبرواستقامت ملت بزرگ ایران است تلاش کند که آرمانهای انقلاب احیا، فرهنگ پاسخگویی مسئولین اجرا و مطالبات به حق مردم عزیز نهادینه شده و همچنان ارتباط بین ملت و حکومت و حاکمیت که مبتنی بر اعتقاد است بر اعتماد نیز استوار و مستحکم شود.